# Thomas Antisell
Thomas Antisell, né le 16 janvier 1817 à Dublin en Irlande et décédé d'un cancer à l'âge de 76 ans le 14 juin 1893 à Washington, est un chimiste, médecin et géologue britannique qui vécut une grande partie de sa vie aux États-Unis. Il participa notamment à la guerre de Sécession et fut conseiller étranger au Japon durant l'ère Meiji.

## Biographie
Thomas Antisell est né à Dublin en 1817 dans une famille de notables. Il étudie la chimie dans les meilleures écoles d'Irlande, d'Angleterre et d'Allemagne, ainsi que la médecine au Royal College of Surgeons in Ireland. Il travaille ensuite dans le domaine médical à Dublin tout en enseignant la chimie à l'école de médecine de la ville. Il est élu membre de la Royal Dublin Society le 29 février 1844.

### Émigration aux États-Unis
À cause de ses liens avec le mouvement nationaliste Young Ireland, il est obligé de quitter le Royaume-Uni en novembre 1848 et émigre à New York. Arrivé aux États-Unis, il ouvre un cabinet de médecin et un laboratoire de chimie. Il est en même temps exclu de la Royal Dublin Society pour non-paiement de la taxe annuelle. Pendant cette période, il fait souvent des conférences sur la chimie au Berkshire Medical Institution et au Vermont Medical College.
En 1853, il analyse des échantillons de gomme produites par Charles Nelson Tripp (en), pionnier du bitume et de l'asphalte, et déclare qu'ils sont « particulièrement bien adaptés pour les peintures, les mastics, les produits adhésifs, l'imperméabilitation des matériaux et, s'ils sont bien distillés, l'éclairage à l'huile ».
En 1854, il entre au service du gouvernement comme géologue et travaille auprès du lieutenant John G.Parke pour le Pacific Railroad Surveys et réalise une reconnaissance topographique de certaines parties de Californie et d'Arizona. Les croquis, notes et ouvrages d'Antisell sur la Californie et la Sierra Nevada datent sûrement de cette période. Après ce travail, Antisell se rend à Washington où il devient examinateur en chef des produits chimiques au bureau des brevets.
Lorsqu'éclate la guerre de Sécession en 1861, Antisell s'engage dans l'armée de l'Union et devient médecin de brigade. Il sert sur le terrain dans le XIIe corps d'armée, occupe temporairement le grade de lieutenant-colonel et se retrouve responsable du grand hôpital de Harewood au nord de Washington. Après le conflit, il entre au département d'agriculture où il est chargé d'analyser des spécimens agricoles et des minéraux, il étudie l'encre d'oblitération pour le département des Postes ainsi que certaines constructions en pierre pour le département du Trésor.

### Au Japon
Durant cette période, le Japon est forcé de s'ouvrir à l'étranger après des siècles d'isolement et réalise le danger que représente les puissances occidentales qui colonisent le monde. Pour ne pas finir sous leur férule comme l'Indochine française ou les Indes orientales néerlandaises, le pays délaisse ses traditions et sa culture et se met à copier à tout va l'occident. C'est dans ce processus de modernisation que le gouvernement japonais contacte le secrétaire d'État à l'Agriculture, Horace Capron, pour négocier une assistance technique. En 1871, celui-ci se rend au Japon avec Antisell qui participe au développement de l'encre destiné aux nouveaux billets de banque, ainsi qu'à celui de la dextrine pour le bureau des postes. Il fait partie d'un groupe d'ingénieurs étrangers (avec Horace Capron, Henry Smith Munroe et Benjamin Smith Lyman) qui dresse un bilan des ressources de l'île de Hokkaidō, dans le but de démarrer une exploitation minière. Munroe doit faire équipe avec Lyman après que Antisell soit retiré de son poste à cause de conflits personnels avec Capron.

### Dernières années
Après six ans au Japon (1871-1877), Antisell finit par quitter ce pays avec regret à cause de problèmes de santé de sa femme. Il retourne alors à Washington où il redevint examinateur au bureau des brevets jusqu'à sa retraite en 1891. Il a une attaque de paralysie en 1890 et meurt d'un cancer à son domicile du 1311 Q street en 1893 à l'âge de 76 ans. Lors de son dernier souffle, deux de ses filles, Mlle Antisell et Mme Cruikshank, sont à ses côtés. Il est enterré deux jours plus tard au cimetière du Congrès. Il laisse derrière lui deux fils et six filles. Son petit-fils, William Mackey Cruikshank, venait d'être diplômé de l'académie militaire de West Point.
En plus de son travail de chimiste pour le département d'agriculture et le bureau des Postes, Antisell enseigna à l'université de Georgetown de 1858 à 1869 et de 1880 à 1882. Il y aborda un grand nombre de sujets comme l'hygiène, la chirurgie militaire, la physiologie, la pathologie, la chimie (1858-63, 1880-82), et la chimie physiologique (en) (1866-69). Il enseigna également la chimie à l'université du Maryland de 1869 à 1870. Il devint président du collège Franklin & Marshall (en) au milieu des années 1860 et de l'université du Caire au milieu des années 1870. En botanique, l'astragalus antiselli est nommé en son honneur.

## Ouvrages de Thomas Antisell
- Hand-book of the useful arts including agriculture, architecture, domestic economy, engineering, machinery manufactures, mining, photogenic and telegraphic art : being an exposition of their principles and practice and a compend of American and European in. 1910 (1er janvier 1851)
- The manufacture of photogenic or hydro-carbon oils, from coal and other bituminous substances, capable of supplying burning fluids. 2 (1er janvier 1858)
- Address on the relations of physical geography to agriculture (31 décembre 1859)
- Biographical sketch of Joseph M. Toner (1878)

### À titre posthume
- Hand-Book of the Useful Arts: Including Agriculture, Architecture, Domestic Economy, Engineering, Machinery; Manufactures, Mining, Photogenic and . and a Compend of American and European (1er janvier 1900)
- The manufacture of photogenic or hydro-carbon oils, from coal and other bituminous substances, capable of supplying burning fluids(1er janvier 1900)
- Geological Report by Thomas Antisell (1er janvier 1900)
- Manual of Agricultural Chemistry, with Its Application to the Soils of Ireland (1er janvier 1900)